# Билон
Билон (фр. Bulhon) насеље је и општина у централној Француској у региону Оверња, у департману Пиј де Дом која припада префектури Тјер.
По подацима из 2011. године у општини је живело 514 становника, а густина насељености је износила 41,22 становника/km². Општина се простире на површини од 12,47 km². Налази се на средњој надморској висини од 350 метара (максималној 383 m, а минималној 317 m).

## Демографија
| 1962. | 1968. | 1975. | 1982. | 1990. | 1999. | 2011. |
| ----- | ----- | ----- | ----- | ----- | ----- | ----- |
| 272   | 212   | 279   | 302   | 363   | 357   | 514   |

График промене броја становника у току последњих година